# المدرسة الأمينية
المدرسة الأمينية، هي مدرسة ترجع للعصر المملوكي. تقع في بداية القسم الثالث من الرواق الشمالي للمسجد الأقصى وتتداخل في البناء مع المدرسة الفارسية. وهي تُنسب إلى واقفها أمين الدين عبد الله.

## تاريخها
يعود بناء المدرسة إلى سنة 730هـ/1329م، وتنسب إلى واقفها الوزير الصَّاحب أمين الدين أمين المُلك أبو سعيد عبد الله بن تاج الرّياسة ابن الغنّام (ت 741 هـ) وكان من رجال الدولة البارزين في عهد السلطان المملوكي الناصر قلاوون. وفي وقت ما زارها السلطان الظاهر برقوق للقاء شيخ المدرسة الشبياني الموصلي (ت 797 هـ). ومع مرور الوقت، سكنها عدد من عائلات العلماء، فقد عُرفت باسم «دار الإمام»، لما اتخذتها عائلة الإمام داراً لسكناهم. وأخيراً أصبحت المدرسة وقفاً لعائلة الإمام الحسيني. وعاشت بها أجيال عديدة ودُفن أفراد الأسرة في غرفة الطابق الأرضي.

## وصفها
تقع المدرسة بجانب باب العتم من الجهة الغربية في السور الشمالي لباحة الأقصى ويحدّها من الشرق الطريق الداخل إلى باب العتم ومن الشمال طريق المجاهدين، ومن الغرب مبنى المدرسة العمرية ومن الجنوب ساحة المسجد الأقصى.
وهي تطل المدرسة على الرواق الشمالي للحرم القدسي ولها مدخل يتوصل إليه من ساحته، يتكون بناء المدرسة من ثلاثة طوابق؛ يضم الأول مجموعة من الغرف كانت تستعمل للسكن والدراسة وتضم حالياً عدداً من قبور الصالحين والعلماء، ويتداخل بناء المدرسة مع بناء المدرسة الفارسية. وكان للطابقين السفليين تصميم ضيق خلف الجدار الشمالي للحرم، في حين أن الطابق الثالث تحول شرقاً وامتد فوق رواق الحرم، على ما يبدو لإنشاء واجهة تتمحور حول باب العتم وتواجه مباشرة مسجد قبة الصخرة.
وكان الطابق الأرضي يحتوي على فناء مركزي تحيط به زنزانات من ثلاث جهات، وفتحة إيوان عميقة في الجهة الرابعة الجنوبية. توجد إلى الشرق من الإيوان حجرة قبر صغيرة مقببة بنفق بها نص كتابي. يؤدي درج في الفناء إلى الطابق الأول وينتقل إلى الطابق الثاني فوق رواق الحرم. ويحتوي الطابقان الأول والثاني على ممرات تؤدي إلى أبواب مسدودة كانت متصلة في السابق بالمنطقة التي يتعذر الوصول إليها حالياً في الشمال. ويمتد الطابق الأول بغرفة إضافية على الشارع المؤدي إلى باب العتم (المعروف أيضاً بباب شرف الأنبياء). وفي الطابق العلوي، تؤدي بوابة الدخول من فناء السطح في أعلى الدرج إلى دهليز صغير ومن ثم إلى مجموعة من ثلاث غرف مختلفة الأحجام تطل على الحرم.